# 中原功
中原 功（なかはら いさお、1922年9月5日 - 1996年1月18日）は、日本の経営者。東急ストア社長を務めた。福岡県出身。

## 経歴
1944年に東京帝国大学文学部を経て、1946年に東京帝国大学大学院を修了し、1947年1月に毎日新聞社に入社。1957年3月に東急電鉄を経て、1966年3月に東急ストアに転じ、常務に就任し、1970年4月に専務、1978年5月に副社長を経て、1981年5月に社長に就任。1993年5月には会長に就任。
1984年5月から1986年5月までに日本チェーンストア協会会長を務め、東急百貨店取締役も務めた。
1986年5月に藍綬褒章を受章。
1996年1月18日心不全のために死去。73歳没。